# Мешалкі
Мешалкі (пол. Mieszałki, нім. Grünewald) — село в Польщі, у гміні Ґжмьонца Щецинецького повіту Західнопоморського воєводства.
Населення — 249 осіб (2011).

## Демографія
Демографічна структура станом на 31 березня 2011 року:
|          | Загалом | Допрацездатний вік | Працездатний вік | Постпрацездатний вік |
| -------- | ------- | ------------------ | ---------------- | -------------------- |
| Чоловіки | 131     | 33                 | 90               | 8                    |
| Жінки    | 118     | 21                 | 76               | 21                   |
| Разом    | 249     | 54                 | 166              | 29                   |